# パヴェル・ボシュコヴェツ

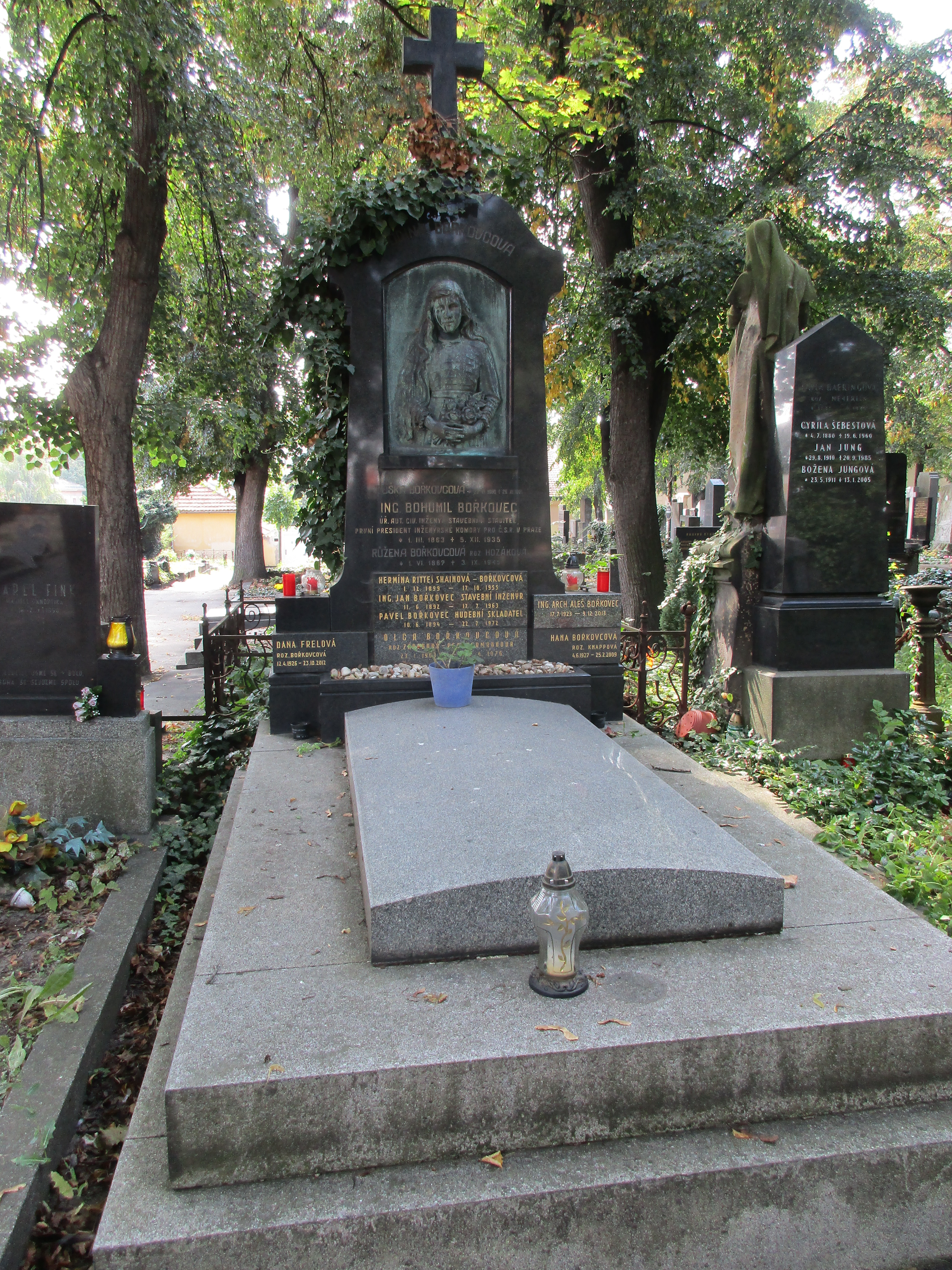
ブベネチュ墓地に建立するボシュコヴェツ家の墓。パヴェル・ボシュコヴェツも、ここに眠っている。

パヴェル・ボシュコヴェツ（Pavel Bořkovec、1894年6月10日 - 1972年7月22日）は、チェコの作曲家。
プラハ出身。プラハ音楽院でヨセフ・スクについて作曲を学ぶ。1946年から1967年までプラハ芸術アカデミーで教職についた。弟子にイルジー・パウエルやペトル・エベンなどがいる。
遺した作品には、2つのオペラ、2つのピアノ協奏曲、合奏協奏曲、バレエ、5つの弦楽四重奏曲などが存在する。

## 作品
- ピアノ協奏曲第1番（1931年）
- 無伴奏ヴィオラ・ソナタ（1931年）[1]
- オペラ『サテュロス』（1942年）
- 合奏協奏曲（1942年）
- ピアノ協奏曲第2番（1949年 - 1950年）
- 大オーケストラのための交響曲第2番（1957年）[2]
- オペラ『パレチェク』（1959年）
- 『スタート』[注 1]